# Антонио Канова
Антонио Канова (итал. Antonio Canova; 1757 – 1822) је био венецијански вајар који је развио неокласични стил у скулптури.
Његове фигуре Дедала и Икара биле су до те мере реалистичне да је Канова оптужен да их је извајао одливши претходно калупе по живим моделима. Направио је надгробне споменике за двојицу папа, Клемента XIII и Клемента XIV. Касније поставши Наполеонов дворски скулптор у Паризу, допринео је да се многе драгоцености које су однесене из италијанских држава током Наполенових освајања 1797. године врате на Апенинско полуострво.